# 某一天，炸彈從天而降
《某一天，炸彈從天而降》是古橋秀之撰寫、緋賀由香理繪製插畫的輕小說作品，由MediaWorks的電擊文庫出版發行。中文版由台灣角川代理發行。
收錄在MediaWorks的小說雜誌《電擊hp》上的六篇短篇以及單行本特別作品的短篇集。書中每個作品都是以時間為主題的男女相遇故事，能欣賞作者與以往風格不同的作品。
2013年富士電視台改編為電視劇，在《世界奇妙物語 2013年 秋之特別篇》中。

## 收錄作品
- 某一天，炸彈從天而降（ある日、爆弾がおちてきて） 電擊hp Vol.32
- 快快長大（おおきくなあれ） 電擊hp Vol.33
- 愛慕亡者之夜（恋する死者の夜） 電擊hp Vol.34
- 小神仙（トトカミじゃ） 電擊hp Vol.35
- 出席座號0號（出席番号0番） 電擊hp Vol.36
- 第三節課的加賀圓（三時間目のまどか） 電擊hp Vol.37
- 從前，炸彈從天而降（むかし、爆弾がおちてきて） 單行本特別短篇

- サイクロトロン回廊 新装版特别短篇

## 出版書籍
單行本
| 卷數 | MediaWorks     | MediaWorks             | 台灣角川      | 台灣角川               |
| 卷數 | 發售日期       | ISBN                   | 發售日期      | ISBN                   |
| ---- | -------------- | ---------------------- | ------------- | ---------------------- |
| 全   | 2005年10月25日 | ISBN 978-4-8402-3182-4 | 2008年7月24日 | ISBN 978-986-174-656-2 |

新装版
- 2017年4月25日發售、ISBN 978-4-0489-2886-1（MediaWorks）

## 外部連結
- （作者古橋秀之的網誌）（日語）
- Highway star （页面存档备份，存于）（插畫擔當的網誌）（日語）